# Sant Bonet de Riam
Saint-Bonnet-près-Riom és un municipi francès situat al departament del Puèi Domat i a la regió d'Alvèrnia-Roine-Alps. L'any 2007 tenia 1.809 habitants.

## Demografia

### Població
El 2007 la població de fet de Saint-Bonnet-près-Riom era de 1.809 persones. Hi havia 684 famílies de les quals 131 eren unipersonals (60 homes vivint sols i 71 dones vivint soles), 198 parelles sense fills, 295 parelles amb fills i 60 famílies monoparentals amb fills.
La població ha evolucionat segons el següent gràfic:
Habitants censats

### Habitatges
El 2007 hi havia 761 habitatges, 687 eren l'habitatge principal de la família, 26 eren segones residències i 48 estaven desocupats. 710 eren cases i 51 eren apartaments. Dels 687 habitatges principals, 560 estaven ocupats pels seus propietaris, 116 estaven llogats i ocupats pels llogaters i 11 estaven cedits a títol gratuït; 2 tenien una cambra, 21 en tenien dues, 77 en tenien tres, 208 en tenien quatre i 378 en tenien cinc o més. 594 habitatges disposaven pel capbaix d'una plaça de pàrquing. A 220 habitatges hi havia un automòbil i a 437 n'hi havia dos o més.

### Piràmide de població
La piràmide de població per edats i sexe el 2009 era:
| Homes | Edats   | Dones |
| ----- | ------- | ----- |
| 0     | 95 o +  | 8     |
| 4     | 90 a 94 | 4     |
| 0     | 85 a 89 | 12    |
| 4     | 80 a 84 | 8     |
| 20    | 75 a 79 | 28    |
| 20    | 70 a 74 | 28    |
| 28    | 65 a 69 | 20    |
| 44    | 60 a 64 | 44    |
| 32    | 55 a 59 | 56    |
| 52    | 50 a 54 | 28    |
| 44    | 45 a 49 | 52    |
| 76    | 40 a 44 | 48    |
| 84    | 35 a 39 | 100   |
| 56    | 30 a 34 | 48    |
| 32    | 25 a 29 | 56    |
| 32    | 20 a 24 | 16    |
| 40    | 15 a 19 | 60    |
| 52    | 10 a 14 | 72    |
| 56    | 5 a 9   | 40    |
| 24    | 0 a 4   | 44    |

## Economia
El 2007 la població en edat de treballar era de 1.215 persones, 920 eren actives i 295 eren inactives. De les 920 persones actives 857 estaven ocupades (457 homes i 400 dones) i 64 estaven aturades (29 homes i 35 dones). De les 295 persones inactives 131 estaven jubilades, 98 estaven estudiant i 66 estaven classificades com a «altres inactius».

### Ingressos
El 2009 a Saint-Bonnet-près-Riom hi havia 747 unitats fiscals que integraven 1.946,5 persones, la mediana anual d'ingressos fiscals per persona era de 21.359 €.

### Activitats econòmiques
Dels 69 establiments que hi havia el 2007, 1 era d'una empresa alimentària, 1 d'una empresa de fabricació de material elèctric, 2 d'empreses de fabricació d'altres productes industrials, 19 d'empreses de construcció, 11 d'empreses de comerç i reparació d'automòbils, 2 d'empreses de transport, 3 d'empreses d'hostatgeria i restauració, 1 d'una empresa d'informació i comunicació, 2 d'empreses financeres, 2 d'empreses immobiliàries, 9 d'empreses de serveis, 12 d'entitats de l'administració pública i 4 d'empreses classificades com a «altres activitats de serveis».
Dels 24 establiments de servei als particulars que hi havia el 2009, 1 era una oficina de correu, 3 tallers de reparació d'automòbils i de material agrícola, 1 taller d'inspecció tècnica de vehicles, 2 paletes, 9 fusteries, 3 lampisteries, 1 electricista, 1 perruqueria, 1 restaurant, 1 agència immobiliària i 1 saló de bellesa.
Dels 3 establiments comercials que hi havia el 2009, 1 era una botiga de menys de 120 m², 1 una fleca i 1 una floristeria.
L'any 2000 a Saint-Bonnet-près-Riom hi havia 23 explotacions agrícoles que ocupaven un total de 803 hectàrees.

## Equipaments sanitaris i escolars
L'únic equipament sanitari que hi havia el 2009 era una farmàcia.
El 2009 hi havia 2 escoles elementals.

## Poblacions més properes
El següent diagrama mostra les poblacions més properes.